# فيرجينيا لى كوربن
فيرجينيا لى كوربن (بالإنجليزية: Virginia Lee Corbin)‏ هي ممثلة أمريكية، ولدت في 5 ديسمبر 1910 ببريسكوت في الولايات المتحدة، وتوفيت في 4 يونيو 1942 بشيكاغو في الولايات المتحدة بسبب سل.

## وصلات خارجية
- فيرجينيا لى كوربن على موقع IMDb (الإنجليزية)
- فيرجينيا لى كوربن على موقع قاعدة بيانات الفيلم (الإنجليزية)